# Дмитровське (Заволзьке сільське поселення, Калінінський район)
Дмитровське (рос. Дмитровское) — присілок в Калінінському районі Тверської області Російської Федерації.
Населення становить 320 осіб. Входить до складу муніципального утворення Заволзьке сільське поселення.

## Історія
Від 2005 року входить до складу муніципального утворення Заволзьке сільське поселення.

## Населення
| 2010 |
| ---- |
| 320  |